# Luci Manli Torquat (llegat)
Luci Manli Torquat (en llatí Lucius Manlius Torquatus) va ser un magistrat romà, potser fill de Tit Manli Imperiós Torquat. Formava part de la gens Mànlia, i era de la família dels Manli Torquat.
Va ser legat del propretor Luci Corneli Escipió Barbat en la campanya del 295 aC a Etrúria.